# 伊瑟灣

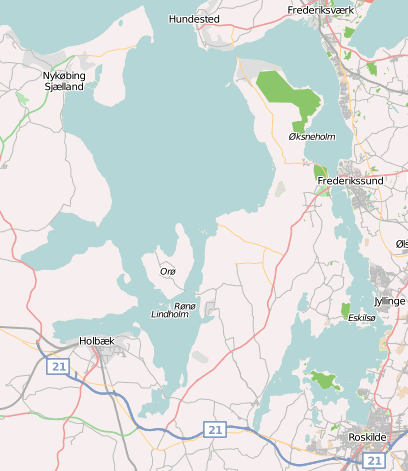

伊瑟灣是丹麥的海灣，位於西蘭島西北部，長35公里，面積305平方公里，平均水深5至7米，最大水深17米，鹽度為1.6%至2.2%，從卡特加特海峽注入鹽度較高的海水偶爾造成海水缺氧現象。
55°51′N 11°48′E / 55.85°N 11.8°E